# Японский гипероглиф
Японский гипероглиф (лат. Hyperoglyphe japonica) — морская лучепёрая рыба семейства центролофовых (Centrolophidae).

## Описание
Длина тела до 90 см, масса до 10,2 кг. Тело умеренно высокое. Голова голая, рыло короткое и тупое. Глаза средней величины, радужная оболочка золотистая. Один сплошной спинной плавник состоит из 7—8 относительно коротких колючих лучей одинаковой высоты, которые целиком укладываются в канавке, и 22—26 мягких лучей. В анальном плавнике 3 жёстких и 17—19 мягких лучей. Грудные плавники относительно небольшие, закругленные, с 21—23 лучами; у молодых рыб заостренные. Брюшные плавники развиты слабо. В боковой линии 99—103 чешуй. Окраска серебристо-голубая, голова тёмная.

## Ареал
Распространена в субтропических и умеренных водах северо-западной акватории Тихого океана вдоль побережья к востоку от южных Курильских островов и Японии. В Японском море встречается вдоль материкового побережья от Пусана до северного Приморья, и от острова Цусима до юго-западного Сахалина вдоль берегов островов. Обитает на глубине до 450 м.

## Образ жизни
Японские гипероглифы образуют косяки в придонных слоях над материковым шельфом и в пелагиали открытого моря на глубинах более 100 м. Молодь ведёт пелагический образ жизни и держится чаще всего под дрейфующими водорослями и другими плавающими предметами. Питаются мелкими рыбами, головоногими моллюсками, гребневиками, оболочниками и ракообразными.

## Промысел
Промысловая рыба. В заливе Петра Великого в районе островов Римского-Корсакова и острова Фуругельма в летне-осенний период является объектом любительского и спортивного рыболовства, ловят спиннингом.